# Sōtarō Izumi
Sōtarō Izumi (japanisch 泉 宗太郎 Izumi Sōtarō; * 5. August 1992 in der Präfektur Kanagawa) ist ein japanischer Fußballspieler.

## Karriere
Izumi erlernte das Fußballspielen in der Schulmannschaft der Toin Gakuen High School und der Universitätsmannschaft der Kwansei-Gakuin-Universität. Seinen ersten Vertrag unterschrieb er 2015 in Yokohama beim YSCC Yokohama. Der Verein spielte in der dritthöchsten Liga des Landes, der J3 League. Für YSCC absolvierte er 12 Ligaspiele. 2016 wechselte er zu Suzuka Unlimited FC. Der Verein aus Suzuka spielte in der Regionalliga. Hier trat er mit dem Verein in der Tōkai Adult Soccer League an. Matsue City FC, ein Viertligist aus Matsue, nahm ihn im Januar 2020 unter Vertrag.